# Insitor
Insitor era una divinità rurale romana.

## Culto
Secondo la credenza, Insitor era il dio dedito alla protezione della semina e degli innesti.
Il suo culto era associato a quello di Cerere.